# デヴィッド・マイケル・ラット
デヴィッド・マイケル・ラット（David Michael Latt, 1966年5月28日 - ）は、アメリカ合衆国の映画プロデューサー。

## 来歴
1997年には、同じ映画プロデューサーのデヴィッド・リマゥイー、シェリー・ストレインらと共に、映画製作スタジオ兼映画配給会社アサイラムを設立した。プロデュース業の他に監督、脚本、編集、VFX（視覚効果）なども、マルチにこなす人物である。妻は女優のキム・リトル。

## 作品

### 製作
- 紀元前1億年（紀元前1万年）、バトルフィールド TOKYO（クローバーフィールド/HAKAISHA）、トランスモーファー（トランスフォーマー）、エイリアンVSエイリアン（AVP2 エイリアンズVS.プレデター）、アイ・アム・オメガ（アイ・アム・レジェンド）など、大手映画会社の有名タイトルに便乗したB級作品（モックバスター）が多い。詳細はアサイラムの項や、allcinema ONLINEを参照。

### 監督
2005年
- 『H.G.ウェルズ 宇宙戦争 -ウォー・オブ・ザ・ワールド-（War of the Worlds）』　監督、脚本、製作総指揮、編集　（スピルバーグ版とは別のオリジナルビデオ作品、こちらはC・トーマス・ハウエル主演）

2003年
- 『案山子男2/復讐の雄叫び（Scarecrow Slayer）』　監督、脚本、編集、視覚効果　（案山子男の続編）

2002年
- 『Killers 2: The Beast（日本未公開）』　監督、編集、視覚効果
- 『Jane White Is Sick & Twisted（日本未公開）』　監督、脚本、製作、編集、視覚効果

1999年
- 『Wildflower（日本未公開）』　監督、編集

1997年
- 『フラッシュ&デッド（Killers）』　監督 （アサイラム第一回製作映画）

1992年
- 『Rock and Roll Fantasy（日本未公開）』　監督 （監督デビュー作）

### 脚本、編集、VFX（視覚効果）
- 上記の監督作品以外では「ダ・ヴィンチ トレジャー（製作、編集、視覚効果）」、「パイレーツ・オブ・トレジャーアイランド（脚本、製作、編集、追加視覚効果）」、「リターン・オブ ヴァン・ヘルシング（製作、編集、視覚効果）」、「キング・オブ・ロストワールド（脚本、製作、編集）」などを手がけている。詳細は前述のallcinema ONLINEや、IMDbを参照。

### その他
2006年
- 『ケイヴ・フィアー（Abominable）』　サンクス

2005年
- 『Duck, Duck, Goose!（日本未公開）』　スペシャル・サンクス

## 受賞歴
2002年
- 『Jane White Is Sick & Twisted（日本未公開）』
  - 受賞：B-Movie Film Festival/B-Movie Award/Best B-Movie and Best Director
  - 受賞：Bare Bones International Film Festival/Director's Choice Award/Best Movie Poster
  - 受賞：Melbourne Underground Film Festival/Special Jury Award
  - 受賞：WorldFest Houston/Silver Award/Independent Theatrical Feature Films - Low Budget

1997年
- 『フラッシュ&デッド（Killers）』
  - ノミネート：Fantasporto/International Fantasy Film Award/Best Film